# Хоркестар
Хоркестар (бивши Хоркешкарт) је хор са пропратним оркестром из Београда. За састав је карактеристичан аматерски хор одабран без било какве селекције на основу слуха, као и културни активизам.

## О бенду
Састав је настао јесени 2000, када је оркестар Шкарт позван да представи своју самиздат-акцију Твоје говно - твоја одговорност у Центру за културну деконтаминацију у Београду. Акција се одвијала 2006. године и била је усмерена на критику конкретних институција. За ту прилику, због извођења песме Свете краве Арсена Дедића, требало је оформити посебан хор. Радио огласом (Б92) слушаоци су позвани на аудицију која заправо није ни одржана јер су сви присутни примљени без икакве провере слуха. Од тада се пробе хора одржавају у Народној библиотеци и од 2004. године у Рексу. За првих шест година постојања одржали су око 60 концерата на најразличитијим местима, од сеоских основних школа, избегличких кампова и пијаца до Музеја савремене уметности и Ринг-Ринг фестивала. У наставку деловања, колектив је усмерио свој рад на борбу за женска права, права маргинализованих група и појединаца, радничка права, проблеме у државним институцијама културе итд.
Хоркестар раније познат као Хоркешкарт имао је више од стотину уличних наступа. Имао је 5 међународних турнеја.
Хоркешкарт је наступао на преко 100 уличних концерата. Имао је 5 међународних турнеја.
2001 – Турнеја по Хрватској - Загреб и градови у Истри (Ријека, Пула, Лабин, Ровињ, Грожњан, Хум), у организацији Урбанфеста из Загреба
2002 – Турнеја по Црној Гори (Ријека Црнојевића, школе по селима на северу Црне Горе, Вирпазар, Цетиње), у организацији Бијенала на Цетињу
2003 – Турнеја по Македонији - Скопље и Битола, у организацији центра То2005 – турнеја по Немачкој (Kassel, ZKM у Karlsruhe-u и завршни концерт у Академији Schloss Solitude у Штутгарту), уз помоћ групе WHW из Загреба, Академиje Schloss Solitude и Макса Косорића из Karlsruhe-a.
2006 – Ријека (Хрватска), у оквиру фестивала “Моје, твоје, наше”, у организацији Другог мора из Ријеке
2006 – турнеја по Словенији (Љубљана, фестивал Млади леви) и Словачкојчка из Скопља

Од 2006.године одлучено је да група Шкарт препусти вођење хора самим члановима и предложили да се хор преименује у Хоркестар што је 2007.године и учињено. 
Када су изашли из Хоркестра Ђорђе Балмазовић и Драган Протић су 2010.године основали хор Проба, који је био мањи од Хоркешкарта и бројао је између 6 – 15 чланова. Био је мобилнији и за нијансу више политички профилисан. Трајао је до 2015.године. Сарађивали су са Женама у црном, певајући на неколико њихових акција. Једно време је „Проба“ имала часове у њиховим просторијама, потом су се састајали по становима.
Од 2016. године Хоркестар одржава пробе у БИГЗ-у у студију Петровић. Од 2021.године студио Петровић се сели у Југошпед где Хоркестар тренутно вежба. 
У почетку је хор сарађивао са професионалним диригентима (Љиљана Сантовац, Љиљана Даниловић-Цинцарка, Зоран Петровић), да би од 2001. главна диригенткиња постала Марија Балубџић која се предружила хору као још 17-годишња пијанисткиња. Оркестар је био под вођством Владимира Живковића. Од 2008.године на месту диригенткиња налазе се - Драгана Алексић, Бојана Будимир, Светлана Шмит и Марија Јоцић од 2012.године која је и данас диригенткиња. На кратко су се на том месту налазиле у пероду од 2017.до 2019.године и Марија Михајловић и Јасна Кинђић.

## Репертоар
Репертоар Хоркестра од самог почетка чине радничке песме, револуционарне, песме које су компоноване на стихове домаћих песника попут Душка Радовића, Васка Попе, обрада песама new wave бендова попут Шарла Акробате, Парафа као и ауторских песама самих чланова бенда. 

## Активизам
Широј јавности на себе скрећу пажњу акцијом Назад која је одржана 9. јуна 2006. Тада је Хоркешкарт отпевао песму Назад испред: Ректората БУ, САНУ, Патријаршије СПЦ, Врховног суда, Владе Србије. Они овако објашњавају акцију: „Овај наступ представља директну критику наталожених назадних појава у друштву и институција које их стварају или макар не спречавају“.
10. децембра 2007, на дан обележавања Дана људских права, песмом “Назад” су се прикључили акцији Жена у црном на Тргу републике за секуларност државе.
Хоркестар је оснивач међународног фестивала „Сви у глас“ као значајног фестивала самоорганизованих хорова од којих је први одржан у Београду 2011. године. Први Фестивал самоорганизованих хорова – Сви у глас одржан је од 25. до 29. маја 2011. године, на иницијативу чланица и чланова хора и оркестра Хоркестар, а уз подршку Дома омладине Београда, Културног центра РЕКС, Секретаријата за културу Скупштине Града Београда, Реконструкције Женског фонда и Британског савета. Фестивал подржава идеје активног ангажмана у друштвеном и културном животу као и слободе изражавања. Учесници првог фестивала у Београду били су хорови Комбинат из Словеније, Прррроба и LeWhore из Србије, Ле Збор из Хрватске и Распејани Скопјани из Македоније.
Још два издања Фестивала самоорганизованих хорова одржана су у Љубљани 2013. године под називом Вси в ен глас, у организацији хора Комбинат, као и у Загребу 2018. године под називом Све у један глас! у организацији хора Ле Збор и удруге Домино. Неколико сличних фестивала у међувремену је одржано у Бечу и Лајпцигу. На неким од тих фестивала гостовао је и Хоркестар.
29.новембра 2014. године Хоркестар организује акцију „Култур-бунт“ испред значајних градских и државних институција од којих су неке локације Министарство културе и информисања Србије, Народни музеј, зграда Геозавода. Акција је била усмерена против државних институција културе, а односила се на спорну промену статуса Октобарског салона. Акција је започета извођењем нумере “Песма раду” испред споменика цару Николају, што није имало за циљ да потцени руску културу и историју већ да покаже супротност идеологија које се у државној политици веома брзо смењују, а које веома утичу и на живот грађана у Србији.
Значај постојања Хоркестра и мотиви његовог рада на петнаестогодишњицу његовог постојања приказани су у оквиру изложбе „Једнаки и различити“која је приказана у  Установи културе Пароброд у Београду. Аутори изложбе били су Анђела Милинковић, Момир Јосиповић, Марија Мацић, Кристина Гребенар и Нина Докић. Изложбу је пратило и неколико музичких радионица.
Песме Хоркестра раније познатог као Хоркешкарт су углавном самиздат и деле се слободно.

## Значајна међународна сарадња
2003. године у Београду упознају Јошиа Макидуа, уметника и музичара из Токија и сарађују на неколико његових презентација. Касније је пожелео да "Live in Solitude” изда у Јапану, што је и урадио 2006. Групи Чинч, члановима Хоркешкарта, издао је такође неколико албума.
Песма „Ај Carmela“ и спот за ову песму објављени 2017. године заинтересовали су једног јапанског стрип уметника. Харумиши Миками је издејствовао уговор за објављивање албума Хоркестра за јапанско тржиште под називом „Ain t gonna happen“ чија промоција је 2019. године одржана у београдском Културном центру Град. Дизајн омота албума урадила је некадашња чланица хора Мина Пишчевић, а продукцију Иван Петровић.

## Чланство
Хоркестар тренутно броји око 40 чланова (јун 2023). Број чланова је значајно порастао након јавног пријема нових хориста и чланова бенда (новембар 2022.). У овом колективу су сви једнаки, до важних одлука се долази гласањем, не постоје главни и одговорни у стандардном смислу.

## Албуми
Први албум (Хокешкарт) је самиздат 2001, сниман у (акустичарски подобној) цркви Светог Петра у Београду, под диригентском палицом Зорана Петровића, сниматељ Зоран Јерковић.
Други албум (Live in Solitude)  је самиздат 2005, сниман у Штутгарту, на концерту у  Академији Schloss Solitude, диригенткиња Марија Балубџић.
Трећи албум је самиздат 2006, сниман у Народној Библиотеци у Београду, диригенткиња Марија Балубџић, сниматељ Владимир Живковић 
Четврти албум (Live in Solitude) је издала издавачка кућа Аморфон из Токија, у Јапану, 2006, допуњено реиздање из 2005. 
Пети албум (Аin't gonna happen) је самиздат издат у Јапану, али се може наћи и у Србији, 2019. 